# Giải quần vợt Pháp Mở rộng 2019 - Đôi huyền thoại trên 45
Mansour Bahrami và Fabrice Santoro là đương kim vô địch, nhưng bị loại ở vòng bảng.
Sergi Bruguera và Goran Ivanišević là nhà vô địch, đánh bại Mikael Pernfors và Mats Wilander trong trận chung kết, 6–2, 4–6, [10–4].

## Kết quả

### Từ viết tắt
| - Q = Vòng loại - WC = Đặc cách - LL = Thua cuộc may mắn - Alt = Thay thế - SE = Miễn đặc biệt | - PR = Bảo toàn thứ hạng - w/o = Thắng nhờ đối thủ rút lui trước trận đấu - r = Bỏ cuộc giữa trận đấu - d = Bị xử thua - SR = Xếp hạng đặc biệt |

### Chung kết
|  | Chung kết |                                 |   |   |      |  |
|  |           |                                 |   |   |      |  |
|  | C2        | Sergi Bruguera Goran Ivanišević | 6 | 4 | [10] |  |
|  | D1        | Mikael Pernfors Mats Wilander   | 2 | 6 | [4]  |  |

### Bảng C
|    |                                 | M Bahrami F Santoro | S Bruguera G Ivanišević | P Cash H Leconte | RR W–L | Set W–L | Game W–L | Xếp hạng |
| C1 | Mansour Bahrami Fabrice Santoro |                     | 6–4, 1–6, [8–10]        | 6–4, 6–2         | 1–1    | 3–2     | 19–17    | 2        |
| C2 | Sergi Bruguera Goran Ivanišević | 4–6, 6–1, [10–8]    |                         | 7–5, 6–1         | 2–0    | 4–1     | 24–13    | 1        |
| C3 | Pat Cash Henri Leconte          | 4–6, 2–6            | 5–7, 1–6                |                  | 0–2    | 0–4     | 12–25    | 3        |

Tiêu chí xếp hạng: 1) Số trận thắng; 2) Số trận; 3) Số phần trăm set thắng hoặc game thắng (trong cuộc đấu tay ba); 4) Quyết định của ban tổ chức.

### Bảng D
|    |                                                 | M Pernfors M Wilander              | M Chang J McEnroe        | A Boetsch Y El Aynaoui C Pioline   | RR W–L | Set W–L | Game W–L | Xếp hạng |
| D1 | Mikael Pernfors Mats Wilander                   |                                    | 6–4, 7–5                 | 6−7(5−7), 7−5, [10−8] (v/ Boetsch) | 2–0    | 4–1     | 27–21    | 1        |
| D2 | Michael Chang John McEnroe                      | 4–6, 5–7                           |                          | 6–4, 7–5 (v/ El Aynaoui)           | 1–1    | 2–2     | 22–22    | 2        |
| D3 | Arnaud Boetsch Younes El Aynaoui Cédric Pioline | 7−6(7−5), 5−7, [8−10] (v/ Boetsch) | 4–6, 5–7 (v/ El Aynaoui) |                                    | 0−2    | 1−4     | 21−27    | 3        |

Tiêu chí xếp hạng: 1) Số trận thắng; 2) Số trận; 3) Số phần trăm set thắng hoặc game thắng (trong cuộc đấu tay ba); 4) Quyết định của ban tổ chức.